# Черногръб чакал
Черногръбият чакал (Canis mesomelas), наричан още сребрист чакал, е вид хищник, представител на семейство Кучеви.

## Общи сведения
Черногръбият чакал, наричан още сребрист чакал, е бозайник от род Кучета. Чакалът както и хиената се храни предимно с мърша. Чакалът яде и растителна храна – корени и луковици на някои растения и различни плодове.

## Размножаване
Малките чакалчета се раждат в подземни леговища. Те са от 2 до 6 и са покрити със сив или тъмнокафяв мъх при раждането. Тежат 200 g на два дни и близо 3 kg на четири месеца. Раждат се слепи и проглеждат на деветия ден.